# Скоморохов В'ячеслав Семенович
В'ячеслав Семенович Скоморохов (4 жовтня 1940, Старобільськ — 5 листопада 1992 року, Луганськ) — радянський легкоатлет, Заслужений майстер спорту СРСР (1969), Чемпіон Європи 1969 бігу на 400 м з бар'єрами, 9-разовий чемпіон Всесвітніх ігор глухих, неодноразовий рекордсмен світу серед глухих.

## Життєпис
Народився 4 жовтня 1940 року в Старобільськ в сім'ї робітника. Ще в дитячі роки після перенесеного грипу практично повністю втратив слух. Розумів співрозмовників тільки за артикуляцією, ледь чув постріл стартового пістолета.
Після закінчення СШ № 3 працював формувальником-ливарником на ремонтно-механічному заводі. Активно займався в заводському самодіяльному танцювальному колективі. В вихідні дні відвідував тренування і спостерігав за змаганнями спортсменів на міському стадіоні. Першим тренером, який оцінив здібності хлопця, був вчитель фізвиховання СШ № 4 Всеволод Броваренко.
В 1959 році установив особистий рекорд в бігу на 110 м з бар'єрами (16,6). У 1961 році виконав норматив майстра спорту СРСР.
У 1965 році став чемпіоном СРСР у 200 м з бар'єрами і срібним призером на 110 м (14,0). На Всесвітніх іграх серед глухих став триразовим чемпіоном.
З 1965 року — чемпіон СРСР з бігу на 200 метрів з бар'єрами.
У 1967 році на легкоатлетичному матчі олімпійських команд на дистанції 400 м з бар'єрами досяг результату 50,1 секунди, що було другим результатом за всю історію радянського спорту.
На початку 1967 року переніс складну операцію в черевній порожнині, після якої не міг більше півроку повноцінно тренуватись.
На легкоатлетичних змаганнях в Італії в 1968 році став чемпіоном світу, першим у змаганнях на призи газети «Правда». Після перемоги на матчевій зустрічі СРСР — Польща — НДР в Ленінграді, було включено до збірної олімпійської команди СРСР, яка представляла країну в Мехіко. На Олімпіаді став п'ятим, встановивши всесоюзний рекорд з бігу на 400 метрів з бар'єрами — 49,1 секунди.
В 29 років у 1969 році стає чемпіоном світу і Європи, неодноразовим рекордсменом світу і 11-ти разовим рекордсменом Європи.
В 1969 році отримав звання заслужений майстер спорту СРСР.
Через хворобу не зміг підготуватись до чемпіонату Європи 1971 році, а в сезоні 1972 року одержав серйозну травму.
У 1992 році трагічно загинув.

## Вшанування
Щорічно в Луганській області проводяться змагання пам'яті заслуженого майстра спорту СРСР В'ячеслава Скоморохова.
В Луганську на фасаді будівлі ДК УТОГ (кінозал «Луч», вул. Челюскінцев, 16) встановлено гранітну з гравіруванням меморіальну дошку.
Біля входу на стадіон «Колос» в Старобільську встановлено меморіальну дошку на честь знаменитого земляка.

## Галерея

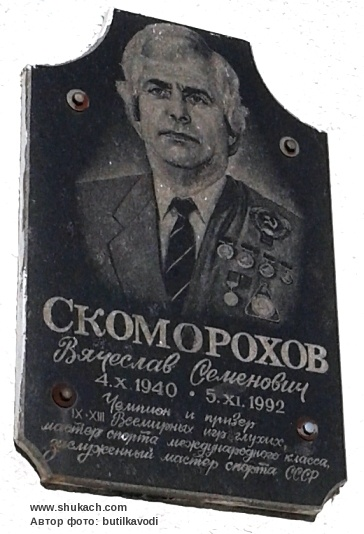
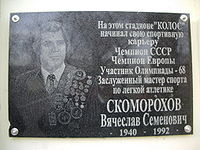
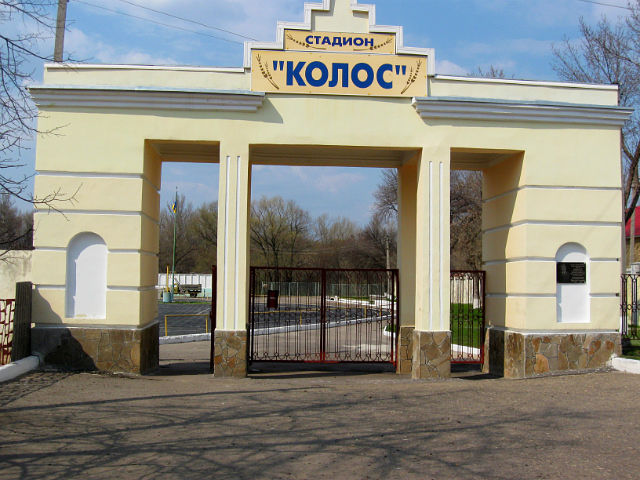